# Aleochara cuniculorum
Aleochara cuniculorum är en skalbaggsart som beskrevs av Ernst Gustav Kraatz 1858. Aleochara cuniculorum ingår i släktet Aleochara, och familjen kortvingar. Arten är reproducerande i Sverige.